# Felix Maria Davídek
Felix Maria Davídek (21 janvier 1921 - 18 août 1988) est un évêque catholique tchèque. 

## Biographie
Né à Chrlice, près de Brno dans ce qui est aujourd'hui la République tchèque, il a été ordonné prêtre le 29 juin 1945 pour le diocèse de Brno (de) par l'évêque du lieu, qui a été son élève et lui-même consacré évêque la veille de ce jour . Il a été arrêté par la Sécurité d'État (police secrète) et a été en prison de 1950 à 1964. Il a été secrètement ordonné évêque, le 29 octobre 1967, par Jan Blaha, qui l'avait auparavant ordonné prêtre, conformément  au privilège pontifical accordé par le Saint-Siège à partir de 1951 et jusqu'en 1989 aux évêques dans les pays communistes. 
Sa mission pastorale était auprès des chrétiens clandestins de la Tchécoslovaquie communiste.
Il est mort des suites de complications d'un accident pendant lequel il a été très gravement brûlé.
L'attention a été particulièrement portée sur cet évêque, quand il a été révélé, après sa mort, par la principale intéressée mais aussi par d'autres témoins, qu'il avait ordonné prêtre une femme nommée Ludmila Javorova et peut-être aussi plusieurs autres femmes. Jan Blaha a alors déclaré que de telles ordinations étaient invalides. En 1994, le pape Jean-Paul II a écrit, dans sa lettre apostolique Ordinatio sacerdotalis : « Afin qu'il ne subsiste aucun doute sur une question de grande importance (…) je déclare, en vertu de ma mission de confirmer mes frères, que l'Église n'a en aucune manière le pouvoir de conférer l'ordination sacerdotale à des femmes et que cette position doit être définitivement tenue par tous les fidèles de l'Église. ».
D'autres ordinations sacerdotales, y compris d'hommes, au cours de la période de persécution étaient peut-être invalides ou illicites selon la doctrine de l'Église.
Il a été signalé en 1991 qu'en 1978, le « Vatican a ordonné au Père Davídek de cesser d'exercer les fonctions d'un évêque ».